# Fossé antichar
Un fossé antichar est un élément de lutte antichar, constitué d'un fossé creusé dans et autour de positions fortifiées afin d'entraver l'avancée de chars ennemis.

## Histoire
En préparation à la bataille de Moscou, les Moscovites, en particulier les femmes, ont creusé des fossés antichars à l'extérieur de Moscou en octobre 1941. Elles ont creusé 323,4 kilomètres d'obstacles antichars et 254,2 kilomètres d'obstacles anti-infanterie. La surface totale représentait 531 kilomètres carrés.

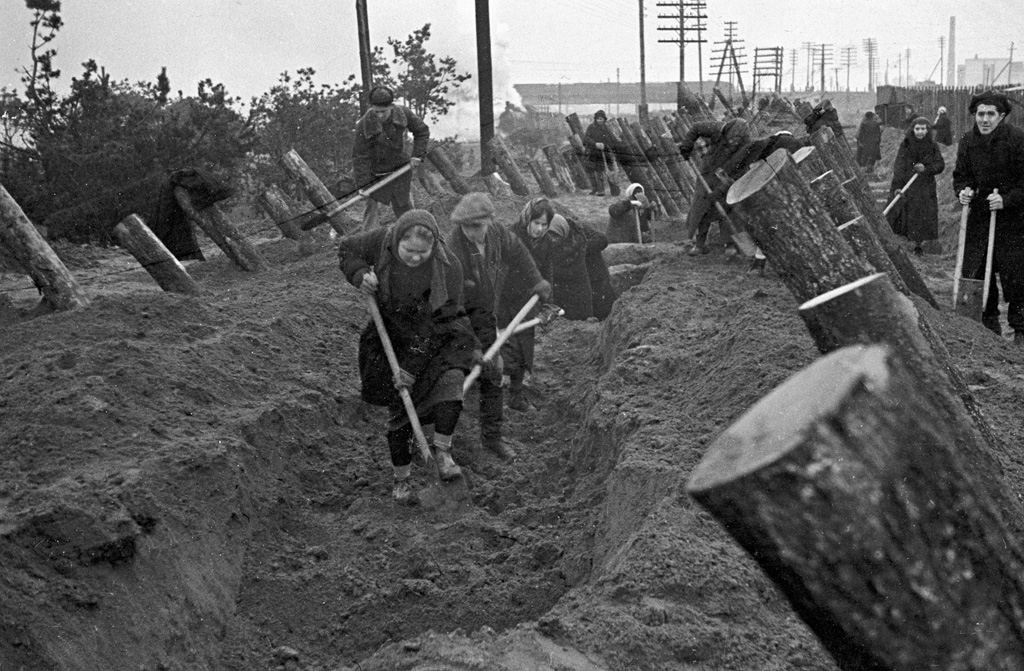
Les Moscovites, en particulier les femmes creusent des fossés antichars à l'extérieur de Moscou en octobre 1941.
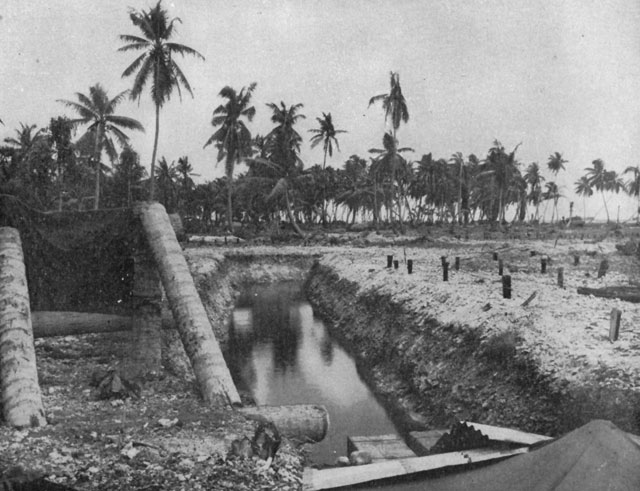
Fosse anti char japonaise le 1er octobre 1944.
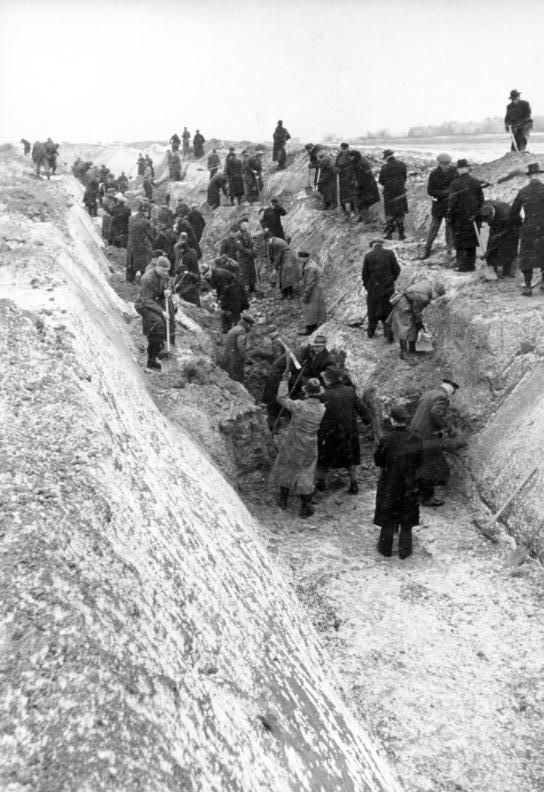
Des hommes du Volkssturm creusent un fossé antichar durant la bataille de Berlin dans les environs de la ville (février 1945).